# 세르히오 마사
세르히오 토마스 마사(스페인어: Sergio Tomás Massa, 1972년 4월 28일 ~ )는 아르헨티나의 정치인으로, 2022년 8월 3일 경제부 장관이 되었다. 2019년부터 2022년까지 부에노스아이레스주에서 선출된 중도좌파 연합 모두를 위한 정당의 국가 부대표를 역임했으며, 하원 의장을 역임했다.
앞서 마사는 크리스티나 페르난데스 정권에서 2008년부터 2009년까지 각료회의 수장을 역임했다. 그는 티그레의 인텐덴트(시장) 역할도 두 차례 맡았으며, 아르헨티나의 분권화된 주 사회보험기관인 ANSES의 집행이사를 역임했다.
회복 전선 정당 출신인 그는 2013년 새로운 정당인 정의당을 창당했다. 2015년 새로운 대안 연합의 지도자로서 마사는 대통령 선거에 출마하여 21%의 득표율로 1차 투표에서 3위를 차지했다. 8년 후인 2023년에 그는 2023년 10월 국토 연합의 일원으로 두 번째 대통령 선거에 출마하여 11월 결선 투표에서 하비에르 밀레이에게 거의 12%의 차이로 패배했다.
선거 과정에서 친구인 클라우디오 타피아 아르헨티나 축구협회 회장을 통해 아르헨티나 축구 국가대표팀을 2022년 FIFA 월드컵에서 우승시킨 축구 감독인 리오넬 스칼로니에게 선거 홍보용 기념사진을 촬영하자고 제의했으나 스칼로니는 이를 거절했다.